# Come Get It: The Very Best of Aaron Carter
Come Get It: The Very Best of Aaron Carter es el segundo álbum recopilatorio del cantante pop estadounidense Aaron Carter.

## Lista de canciones
1. "Aaron's Party (Come Get It)" – 4:03
2. "That's How I Beat Shaq" – 3:25
3. "Bounce" – 3:19
4. "My Internet Girl" – 4:00
5. "I Want Candy" – 3:40
6. "Leave It Up to Me" – 2:59
7. "A.C.'s Alien Nation" – 3:22
8. "Oh Aaron" – 3:17
9. "I'm All About You" – 3:41
10. "To All the Girls" – 3:25
11. "Another Earthquake" – 2:51
12. "One Better" – 3:29